# Baljci (Ružić)
Pour les articles homonymes, voir Baljci.
Baljci est une localité de Croatie située dans la municipalité de Ružić, Comitat de Šibenik-Knin, en Dalmatie. Lors du recensement de 2001, le village comptait 2 habitants.